# جلوريا جويدا
جلوريا جويدا (بالإيطالية: Gloria Guida)‏‏ (وُلدت يوم 19 نوفمبر 1955، في ميرانو في إيطاليا)، هي ممثلة إيطالية عملت في السينما بعد زواجها بجوني دوريلي عام 1981، وهي أم لبنت.

## تمثيلها
- Monika (1974)
- La minorenne (1974)
- La novizia (1975)
- So Young, So Lovely, So Vicious... (1975)
- La liceale (1975)
- Il gatto mammone (1975)
- That Malicious Age (1975)
- Il solco di pesca (1975)
- Blue Jeans  [لغات أخرى]‏ (1975)
- Scandalo in famiglia (1976)
- Ragazza alla pari (1976)
- Il medico... la studentessa (1976)
- Maschio latino... cercasi  [لغات أخرى]‏ (1977)")
- Orazi e Curiazi 3 - 2 (1977)
- The Bermuda Triangle  [لغات أخرى]‏ (1978)
- Being Twenty (1978)
- La liceale nella classe dei ripetenti (1978)
- The Perfect Crime  [لغات أخرى]‏ (1978)
- Travolto dagli affetti familiari (1978)
- Night Nurse  [لغات أخرى]‏ (1979)
- How to Seduce Your Teacher (1979)
- La liceale, il diavolo e l'acquasanta (1979)
- L'affittacamere (1979)
- Fico d'India (1980)
- Bollenti spiriti (1981)
- La casa stregata (1982)
- Sesso e volentieri (1982)
- Festa di Capodanno (1988)
- Fratelli Benvenuti (2010))

## وصلات خارجية
- جلوريا جويدا على موقع IMDb (الإنجليزية)
- جلوريا جويدا على موقع ألو سيني (الفرنسية)
- جلوريا جويدا على موقع أول موفي (الإنجليزية)
- جلوريا جويدا على موقع ديسكوغز (الإنجليزية)
- جلوريا جويدا على موقع قاعدة بيانات الفيلم (الإنجليزية)
- جلوريا جويدا على موقع كينوبويسك (الروسية)